# دنیس هک
دننیس هک (به انگلیسی: Dennis Heck) نمایندهٔ حوزه انتخابیه دهم واشینگتن از حزب دموکرات ایالات متحده آمریکا در مجلس نمایندگان ایالات متحده آمریکا است که برای نخستین‌بار در ۶ ژانویه ۲۰۱۳ میلادی به‌عضویت این مجلس درآمد.